# 也里牙
也里牙（？—1330年），又作野理牙、野里牙，元朝官员，是进入中国的叙利亚人后裔，父亲爱薛。
元仁宗皇庆元年（1312年）正月，为崇福使，被封为秦国公。他的妻子是权相铁木迭儿的女儿。后来因为贪赃之罪罢官除名。元文宗天历元年（1328年），被任命为太医院使。元明宗为周王时，愤恨铁木迭儿，明宗继位后将铁木迭儿的儿子将作使锁南、观音奴流放。次年，他参与毒杀明宗，拥护文宗复辟。至顺元年（1330年）再被封为秦国公。七月，文宗要杀人灭口，以他和锁南、观音奴等人造符录、祭北斗、咒诅为罪名，将他们抓捕，由中书省审理，而后处决。